# Thorsten Roberg

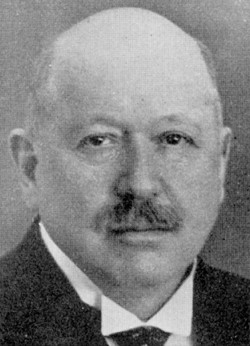
Thorsten Roberg.

Thorsten Roberg, född 28 september 1864 i Lindesberg, död 25 november 1934 i Stockholm, var en svensk affärsman och redare. Han var belgisk konsul i Stockholm mellan 1912 och 1934.

## Biografi
Roberg var son till Tycho Roberg (1834–1879) och Fredrique Törnstrand. De drev en speditions- och handelsfirma i Göteborg med namn Tycho Roberg. Thorsten Roberg genomgick Göteborgs handelsinstitut 1879-1881 och praktiserade därefter i faderns firma i Göteborg 1881–1883 som då leddes av brodern Ernst Roberg. Det följde några år i engelska handelshus. Mellan 1885 och 1890 var han chef för systerfirman Tycho Roberg, Son & C:o i Hull och Grimsby i England.
Han flyttade omkring 1890 till Stockholm där han var verksam som skeppsklarerare. Efter befattningen som underchef för speditionsfirman Olson & Wright blev han dess verkställande direktör 1908 och förvärvade bolaget 1909. Han grundade och ledde även Rederi AB Protector och satt i styrelsen för Rederi AB Svea. Han hade flera förtroendeuppdrag såsom ledamot i handels- och sjöfartsnämnden, i Lidingöbrostyrelsen, i Frihamnsstyrelsen och i Oscars församling. De flesta befattningar behöll han livet ut.

## Privat

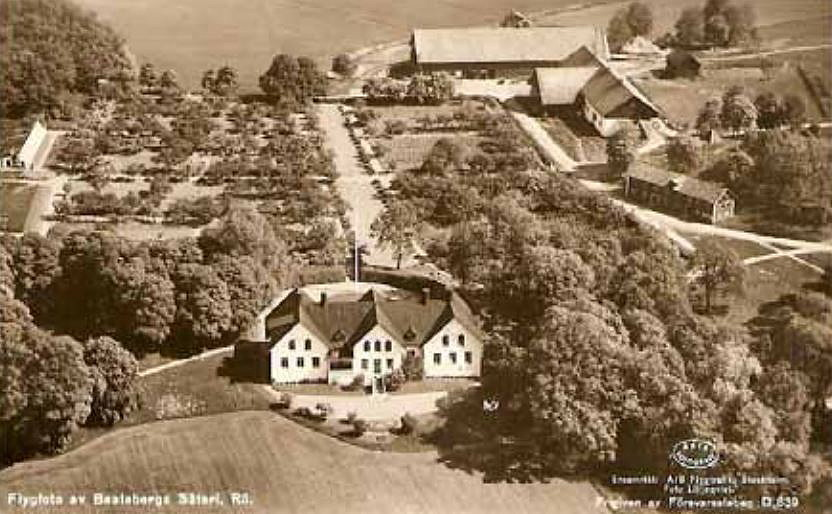
Beateberg från luften, 1952.

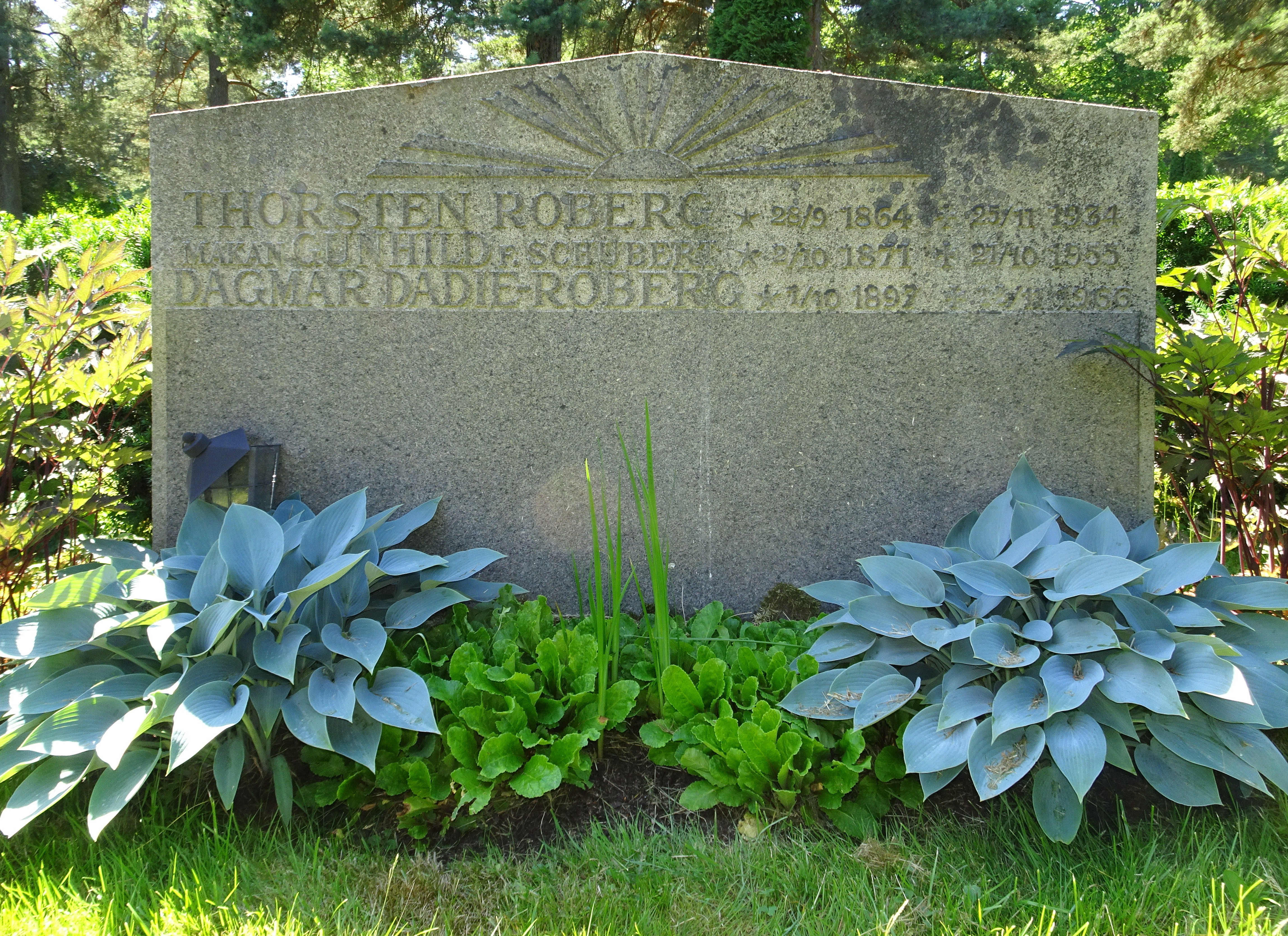
Thorsten Robergs grav, juni 2022.

Thorsten Roberg gifte sig 1895 med Gunhild Carolina Schubert (1871–1955). Ett av deras barn var konstnären Dagmar Dadie-Roberg. Roberg ägde gården Beateberg i Rö socken mellan 1916 och fram till sin död 1934 och därefter av hustrun till 1937. I Stockholm ägde han efter 1919 fastigheterna Hornblåsaren 6 vid Strandvägen 63 och Hornblåsaren 7 vid Ulrikagatan 15.
Roberg fann sin sista vila på Norra begravningsplatsen där han gravsattes den 29 november 1934 i familjegraven. Hustrun Gunhild ligger i samma grav där hon jordfästes den 28 oktober 1955.